# Distretto di Ntchisi
Il distretto di Ntchisi (Ntchisi District) è uno dei ventotto distretti del Malawi, e uno dei nove distretti appartenenti alla Regione Centrale. Copre un'area di 1655 km² ed ha una popolazione complessiva di 200 712 abitanti (121 ab./km²). Il capoluogo del distretto è Ntchisi (ab. 1.654). 
| Controllo di autorità | J9U (EN, HE) 987007489446005171 |